# António Luís Lopes
António Luiz Lopes (Alhandra, 19 de junho de 1893 — Coruche, 4 de novembro de 1972) foi um cavaleiro tauromáquico português.
Cursou a Escola de Regentes Agrícolas de Santarém e recebeu a alternativa de cavaleiro tauromáquico na Praça de Touros do Campo Pequeno, a 3 de maio de 1923. Cavaleiro bem sucedido, obteve muitos êxitos nas praças portuguesas, atuando também em Espanha e no México. Participou nos filmes A Severa, de José Leitão de Barros, na popular figura do Conde de Marialva, e no filme mudo Tragédia rústica, de Alves da Cunha, ambos rodados no ano de 1931. Em 1932 foi produtor de Campinos do Ribatejo, rodado no Ribatejo, sagrando a lezíria e a figura do campino, e na praça de touros de Algés, com interiores na Sociedade de Belas-Artes. Esteve estabelecido no Brasil, dedicando-se a treinar jovens para a equitação. Foi padrinho de alternativa do seu filho, o também cavaleiro tauromáquico Alberto Luiz Lopes. Foi irmão de outro cavaleiro profissional, Mário Luiz Lopes, com alternativa tirada a 20 de maio de 1927
BIOGRAFIA 
António Luiz Lopes é uma das figuras de maior relevo da história da tauromaquia, cavaleiro que amou com nobre verdade e honradez a sua profissão tão arriscada quando exercida com o brio e interpidez indómita que foram a marca inconfundivel da sua vida artistica. 
"... a cabeça do toiro deve ser consentida até humilhar em linha recta com o estribo e só então o cavaleiro crava de alto a baixo a farpa ou o rojão ... " 
Foi com toureio de verdade praticado em toiros de arrobas, em astes limpas e sem serm despontadas, que em Portugal, Espanha, França e México inscreveu páginas de glória para a tauromaquia portuguesa. 
Toureia pela primeira vez um toiro, em público, na Praça de Toiros Palha Blanco de Vila Franca de Xira em 1907.
Mantem-se cavaleiro amador e toureia nas principais praças de Portugal até 3 de Maio de 1923 dia em que recebe a alternativa de um grande Senhor das arenas Simão da Veiga ( Pai ) cerimónia realizada na principal praça do país. 
Juntamente com Simão da Veiga Jr. e João Branco Nuncio dá um novo alento ao panorama taurino nacional. Esta competência entre toureiros incendeia paixões do público, criticos e aficionados.
Homem, cavaleiro e toureiro de personalidade muito forte, intransigente consigo mesmo e perfeccionista, segue o seu próprio rumo e leva para as arenas o toureio que considera ser o da "verdade".
Profundo e grave em Praça é no touro e na sua lide que concentra a sua actuação.
Defende e executa o toureio em touros de astes limpas e a lide completa com a morte do touro em praça, inscrevendo na história lides completas e extroadinárias em Portugal, Espanha e México.
Alguns factos da carreira de António Luiz Lopes  
Ganha o Concurso de Cavaleiros - organizado por Luciano Moreira - competindo com  José Casimiro - Simão da Veiga Jr. e João Branco Nuncio. 
Compete com o caballista espanhol Cañero - considerado o melhor de Espanha - e na terra natal do Cordoves, perante um ambiente hostil, dá uma lição de tourear alcançando um rotundo exito para a tauromaquia portuguesa. 
Pela memorável actuação na Praça de Touros de Saragoça recebe o superior galardão - único até então - ao conferirem-lhe as duas orelhas do toiro que lidou ( Ganaderia Candido Diaz com o nº75 ). 
Na Praça de Toiros do Campo Pequeno e na Praça de Toiros Palha Blanco - trás a Portugal a emoção e arte de tourear toiros em astes limpas e de lide completa obtendo uma das mais formidáveis ovações recebidas por um cavaleiro em arenas portuguesas. 
Na Praça de Touros del Toreo, em México, perante 35.000 espectadores obtem um estrondoso êxito elevando o nome de Portugal e do toureio nacional na América do Sul. 
Alguns dos cavalos com que toureou e respectivas coudelarias :ALMONDA ( Manuel Veiga ) - ARTISTA ( Emilio Infante da Camara ) - BELMONTE ( Manuel Veiga ) - BOMBITA I ( Manuel Veiga ) - BOMBITA II ( José Pedro Ribeiro Telles ) - BOMBITA III ( Manuel Veiga ) - CANIVETE ( António Luiz Lopes ) - CAPONA ( Paulino da Cunha e Silva ) - DOURADO ( Joaquim Ribeiro Telles ) - FACULDADES ( Andrade&Irmão ) - FAKIR ( António Picão Caldeira ) - FARAÓ ( António Picão Caldeira ) - FOGOSO ( António Picão Caldeira ) - GAIATO ( Manuel Veiga ) - GENTIL ( João Matos Cortes ) - IMPERIAL ( ? ) - JUDEU ( Dr. António Silva ) - Minuto I ( Dias de Carvalho ) - Minuto II ( ? ) - ORTIGÃO ( Paulino da Cunha e Silva ) - RAMIRES ( Ramires ) - SENSITIVO I ( António Luiz Lopes ) - SENSITIVO II ( ? )       
Fontes :      
- ( Texto de Rafael Pena Monteiro - Documento do Museu António Luís Lopes)
- Apuntes Taurinos  -  de Pepe Luiz
- O Cavaleiro Ribatejano -  de Rui de Salvaterra
- Museu Municipal de Coruche